# Chiesa dei Santi Pietro e Paolo (Sanzeno)
La chiesa dei Santi Pietro e Paolo è la parrocchiale a Casez, frazione di Sanzeno in Trentino. Fa parte della zona pastorale delle Valli del Noce nell'arcidiocesi di Trento e risale al XIII secolo.

## Storia

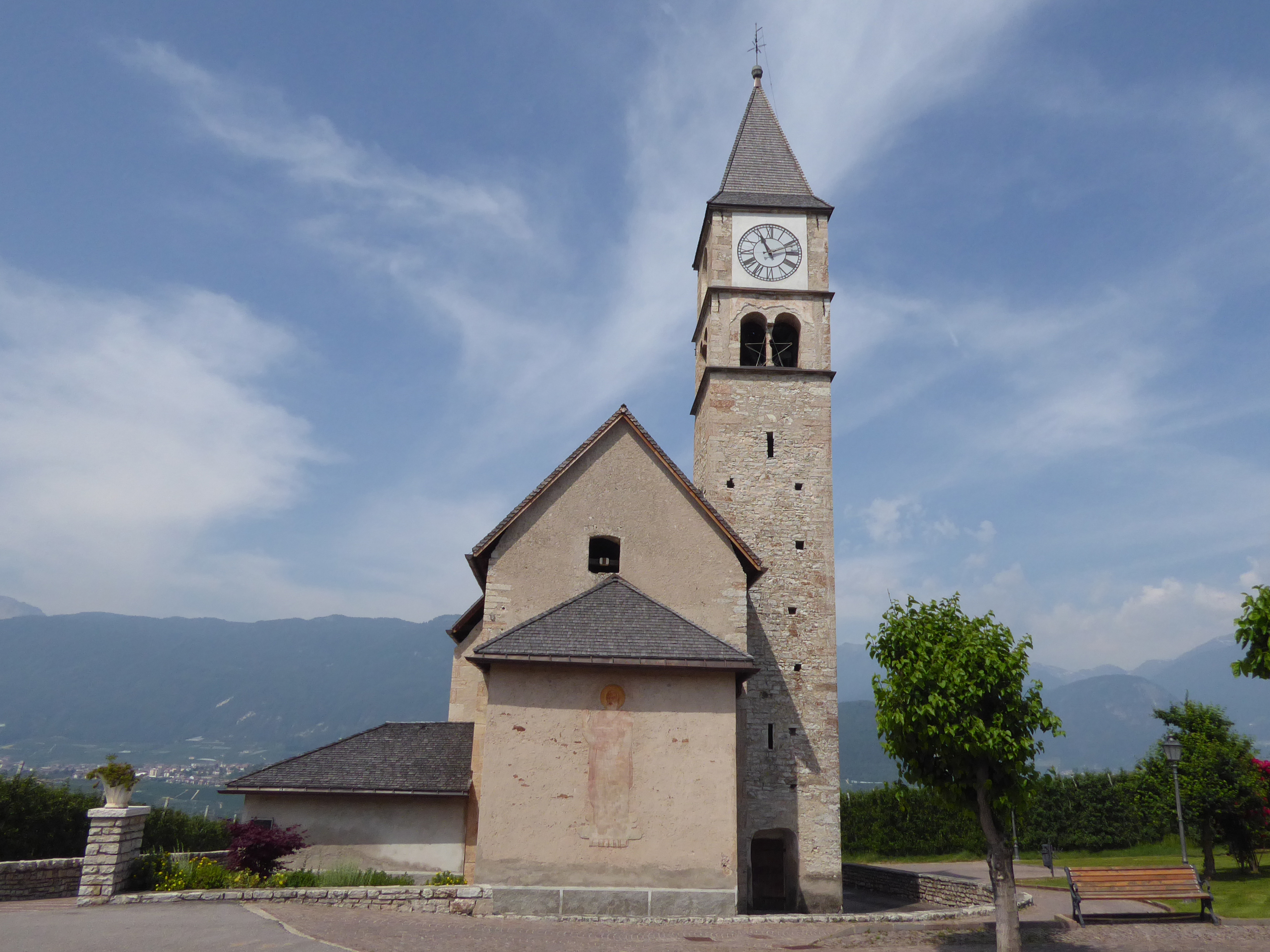
Chiesa dei Santi Pietro e Paolo. Parte absidale con affresco raffigurante San Pietro e torre campanaria.

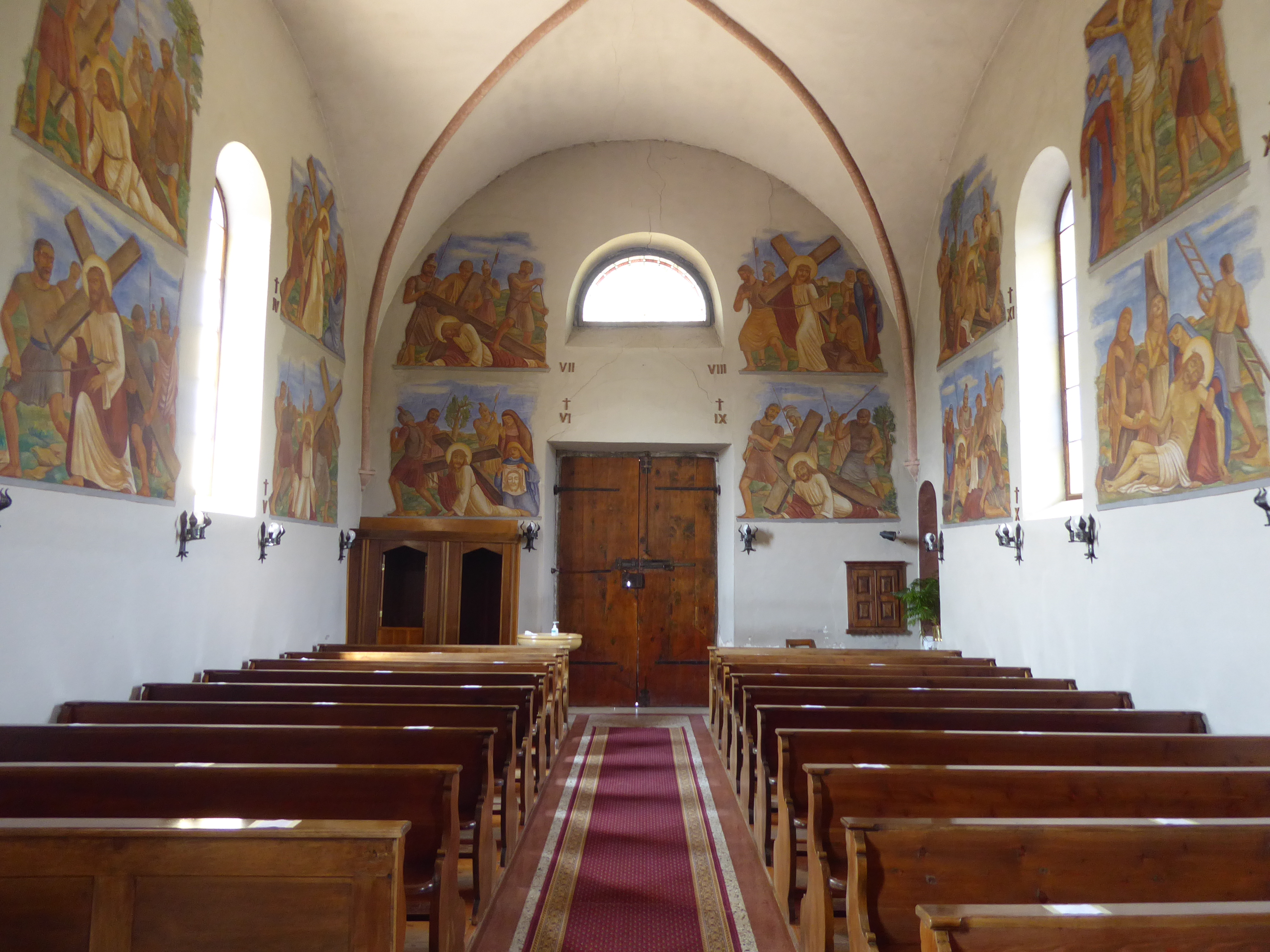
Interno. Controfacciata e pareti affrescate della sala.

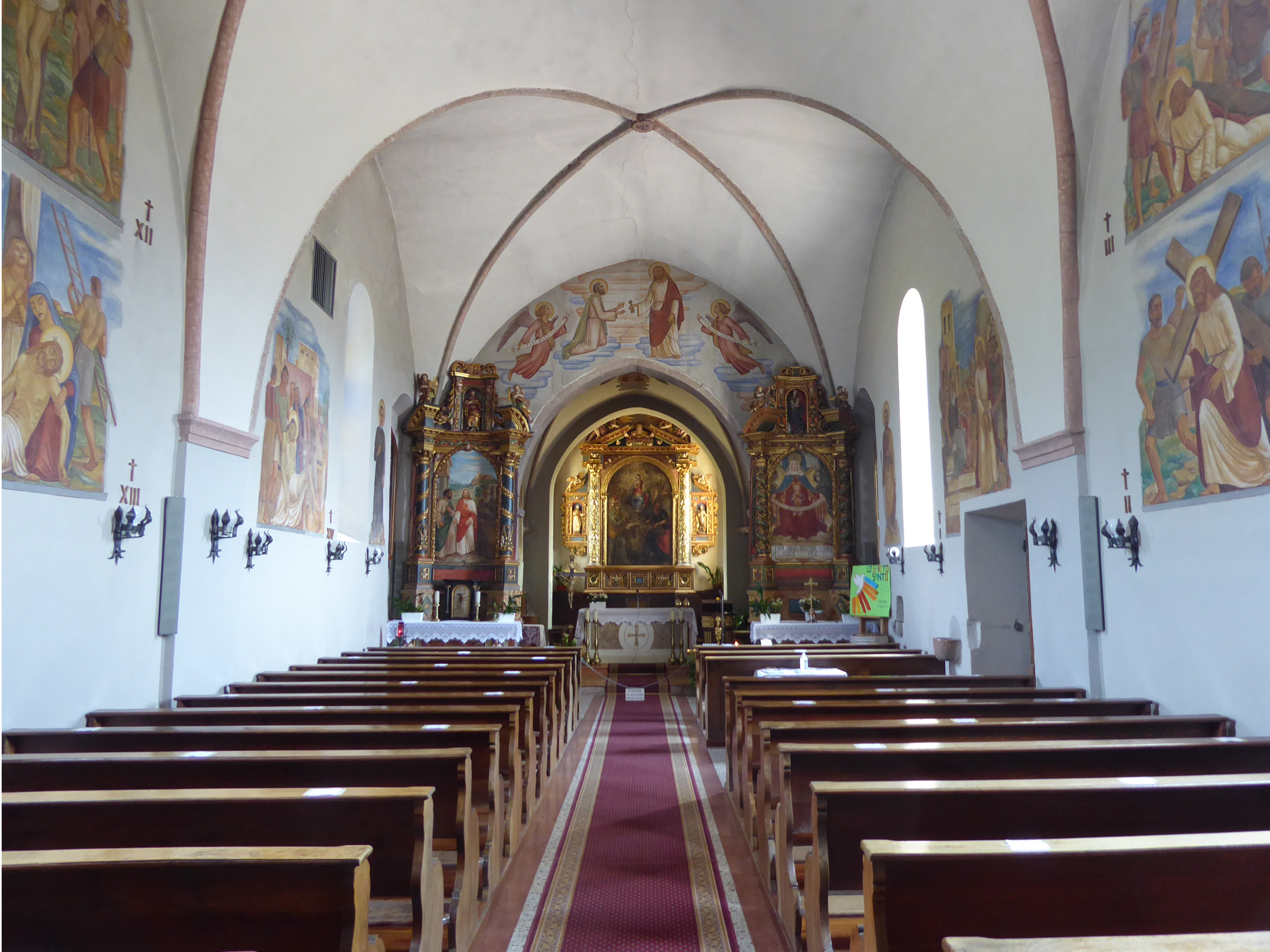
Interno. Navata ed altare maggiore.

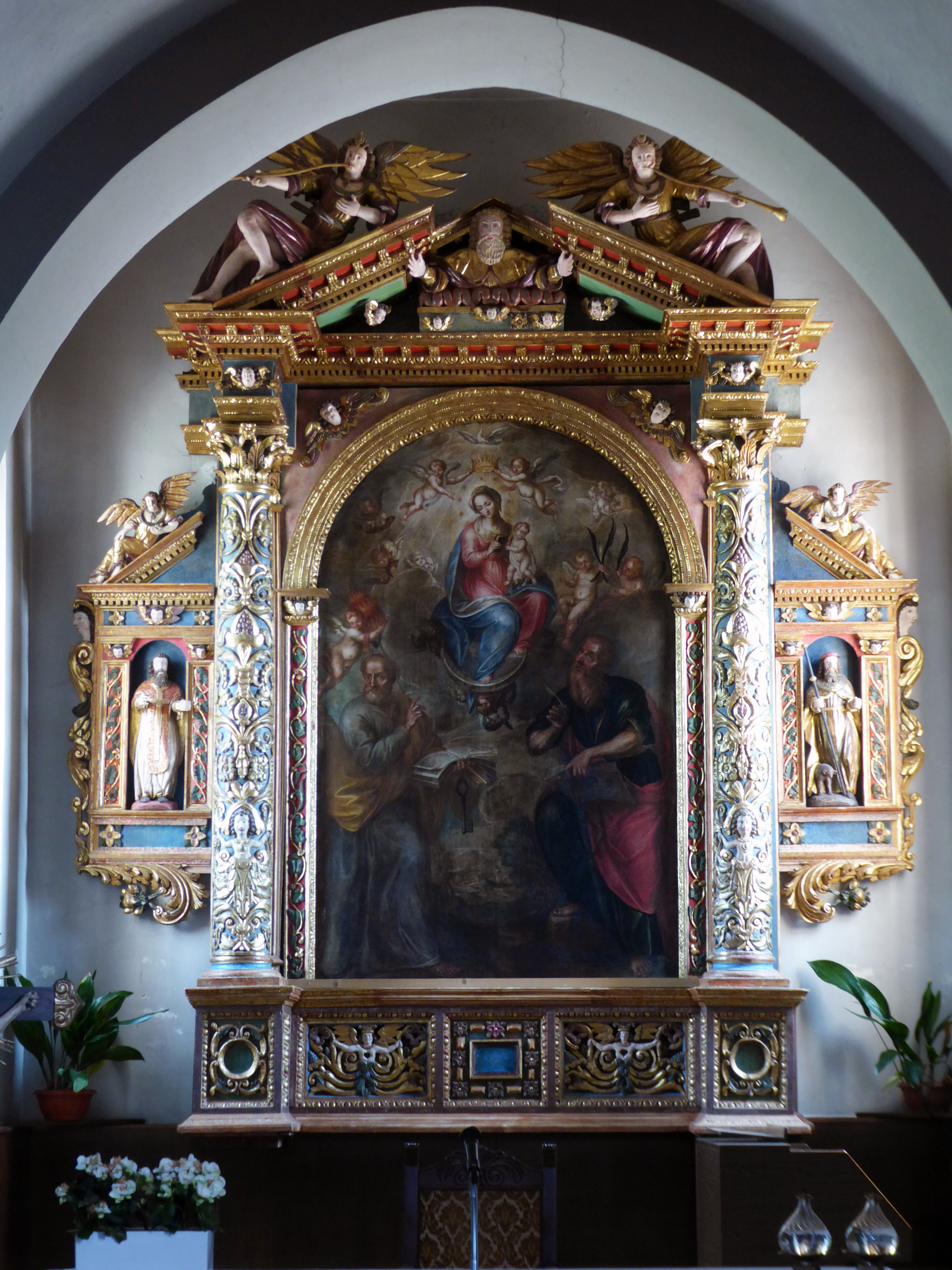
Altare maggiore con la pala che raffigura Madonna con Bambino e Santi Pietro e Paolo

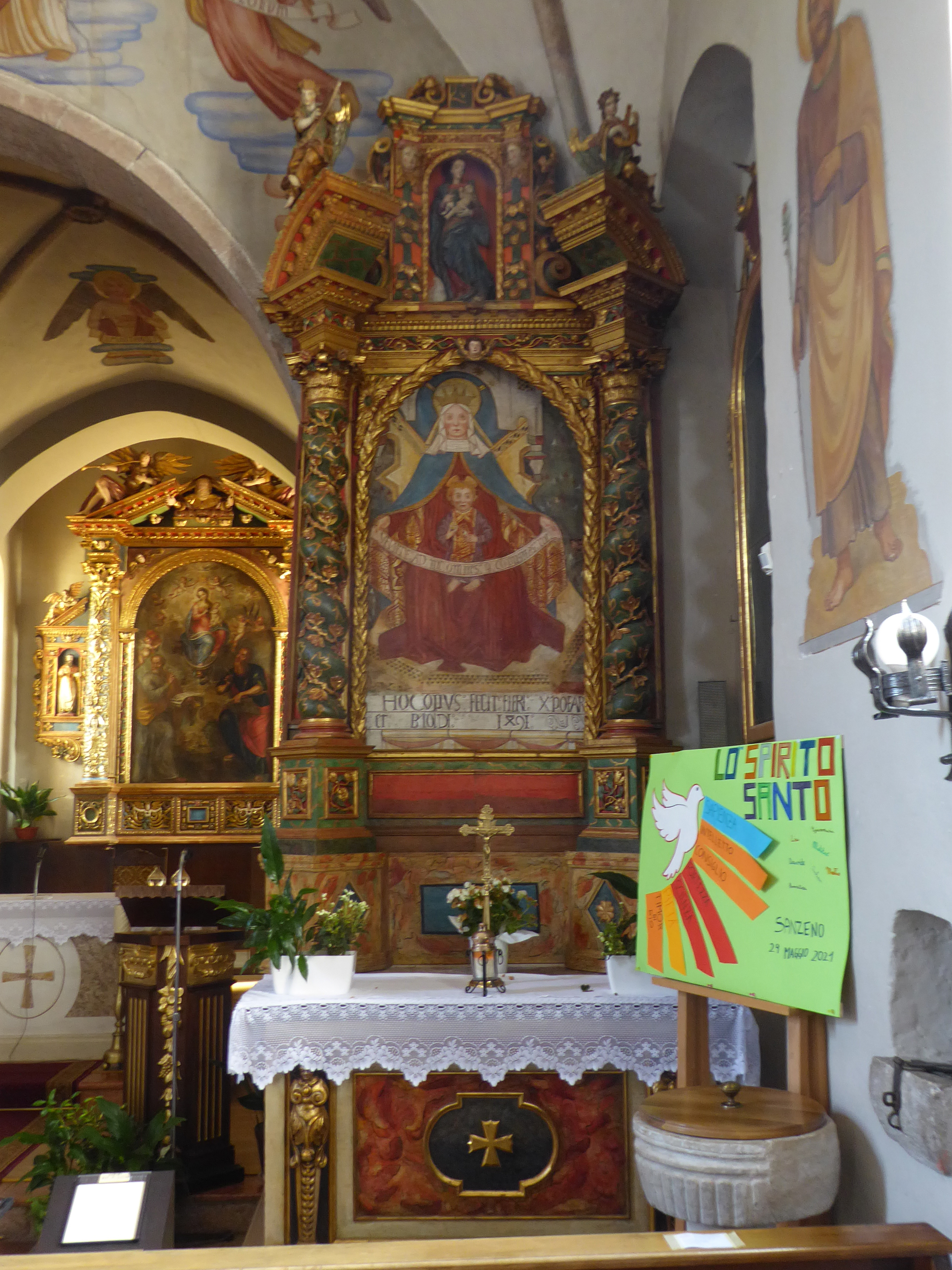
Altare destro con l'immagine nota come Madonna di Casez, ritenuta miracolosa.

Secondo la ricostruzione storica degli eventi il luogo di culto dovrebbe essere stato eretto a partire dal 1200 e ultimato nella prima metà del secolo e le prime citazioni scritte che lo riguarda sono del 1264. L'arricchimento decorativo degli interni, realizzato con affreschi, risale a oltre due secoli più tardi, ed è probabilmente successivo ad una ricostruzione con ampliamento della struttura originaria. La solenne consacrazione è stata celebrata nel 1497.
Per disposizioni successive alla visita pastorale del 1616 le parti affrescate vennero imbiancate e coperte poi, nel 1635, fu elevata a dignità di primissaria della pieve di sanzeno, la basilica dei Santi Martiri con un suo sacerdote. Seguirono adeguamenti strutturali come la realizzazione del pulpito in legno (in seguito rimosso) e dal 1665 ebbe dignità curaziale. Alcuni lavori nella sala realizzati nel 1722 portarono alla scoperta di un importante affresco risalente al XV secolo. Tale dipinto legato al culto mariano fu da subito ritenuto miracoloso e tale da rendere la chiesa oggetto di pellegrinaggio e quindi santuario mariano con fedeli che arrivavano dalle valli trentine e da altri luoghi ancora più lontani. In un certo periodo iniziò una pratica, poi vietata, di esporre i piccoli morti prima del battesimo. Vi arrivavano famiglie con i piccoli morti anche dalla Val Camonica, dalla Valtellina e da Ulten e si contarono sino a 130 piccoli esposti, prima che tale pratica venisse vietata dalle autorità ecclesiastiche.
All'inizio del XIX secolo ebbe la concessione del fonte battesimale e nella prima metà del secolo fu oggetto di lavori conservativi e di ampliamento. Dopo il primo conflitto mondiale, quando il territorio era entrato ormai a far parte del Regno d'Italia, fu realizzata la Via Crucis dal maestro Carlo Bonacina e in pieno secondo conflitto mondiale, nel 1942, fu elevata a dignità parrocchiale.
L'ultimo ciclo di lavori è stato realizzato a partire dagli anni ottanta e si è concluso del 2013. L'intervento, in tempi successivi, ha riguardato la zona del presbiterio che è stata adeguata liturgicamente e gli altari laterali, con il restauro degli affreschi in quelle parti della sala.

## Descrizione

### Esterni
La chiesa di Casez è leggermente discosta dal centro abitato e si trova nell'area del cimitero della comunità. La facciata a capanna con due spiventi è semplice, delimitata da due contrafforti laterali a pilastro. Il portale principale è incorniciato e architravato. Sopra, in asse, si apre una piccola finestra a lunetta e in alto, al centro, un grande affresco. La torre campanaria si alza in posizione arretrata, sulla sinistra, La cella campanaria è doppia e sovrapposta. La parte inferiore si apre con quattro finestre a bifora mentre quella superiore ha tre lati che si aprono con finestre a monofora ed uno, quello posteriore, cieco e con l'orologio. La copertura è a piramide quadrandolare rivestita in scandole lignee. La parte absidale quadrata ospita l'affresco che raffigura San Pietro.

### Interni
La navata interna è unica e suddivisa in due campate. Oltre all'altare maggiore, di lato all'arco santo, si trovano due importanti altari. La pala d'altare presbiteriale raffigura i due santi titolari:Sant Pietro e SanPaolo. La pala dell'altare di sinistra è attribuita a Carlo Bonacina mentre quella di destra, di autore ignoto e scoperta durante lavori eseguiti nel 1722, raffigura la Madonna con Bambino, realizzata nel 1491 ed unico affresco superstite dopo la sbiancatura ordinata nel 1616. Tale pala, maggiormente nota come Madonna di Casez, è stata a lungo oggetto di venerazione e meta di pellegrinaggio.